# Parallelia guenei
Parallelia guenei är en fjärilsart som beskrevs av Pieter Cornelius Tobias Snellen 1880. Parallelia guenei ingår i släktet Parallelia och familjen nattflyn. Inga underarter finns listade i Catalogue of Life.